# Sommerpause
Als Sommerpause bezeichnet man den Zeitraum, in dem in den Ländern der Nordhalbkugel die Sommerferien stattfinden und deshalb sowohl Politiker als auch die meisten Beschäftigten ihren Jahresurlaub antreten. Es ist die Zeit, in der die großen Unternehmen oft Werksferien machen und daher auch die Hauptreisezeit. Weil sich große Teile ihres Publikums vermehrt im Freien bzw. an ausländischen Urlaubszielen aufhalten, gibt es daher auch von den Rundfunk- und TV-Sendern ein spezielles Sommerprogramm.

## Parlamentarische Sommerpause
In der Regel verwendet man den Begriff für die sitzungsfreien Wochen verschiedener Parlamente während der Sommermonate Juni, Juli und August. In der parlamentarischen Sommerpause finden seit der Geschäftsordnung von 1980 grundsätzlich keine Sitzungen und keine Ausschusssitzungen des Deutschen Bundestages statt. Plenarssondersitzungen gemäß Artikel 39 Abs. 3 Grundgesetz können gleichwohl während jeder sitzungsfreien Zeit einberufen werden, also auch während der Sommerpause. Die Abgeordneten, so verlautet in einschlägigen Presseerklärungen regelmäßig, widmen sich in diesem Zeitraum der Wahlkreisarbeit, doch wird mit zunehmender Professionalisierung der Parlamentsarbeit inzwischen auch den Mitgliedern des Deutschen Bundestages das Recht zugestanden, Ferien zu machen.
Die Einführung der parlamentarischen Sommerpause geht in Deutschland einher mit dem Selbstbestimmungsrecht der Parlamente. Hat im Kaiserreich der Kaiser zumeist während der Sommermonate aufgrund einer Verordnung den Reichstag vertagt, wenn – so die offizielle Begründung – keine Beratungsgegenstände mehr vorlagen, hat die Weimarer Nationalversammlung 1919 erstmals die Erholungsbedürftigkeit der Abgeordneten als Begründung für eine Sommerunterbrechung genannt. Der Deutsche Bundestag hat 1950 bewusst an die Weimarer Tradition angeknüpft.

### Dauer
Für den Deutschen Bundestag wurde in den letzten Jahrzehnten eine ununterbrochene Sommerpause von ca. 60 bis 70 Tagen (einschließlich der Sonntage) für einen Zeitraum angesetzt, der mit den Schulferien korrespondiert (in der Regel von Juli bis August). Die Sommerpausen waren nur dann länger, wenn in der Sommerpause Bundestagswahlen stattfanden; so 1953, 1957, 1961, 1965, 1969 und 1980.
Die Sommerpause des Österreichischen Parlaments dauert stets von Mitte Juli bis 31. August. In der Regel beträgt die parlamentarische Sommerpause fünf bis sechs Wochen und jedes Parlament (Land, Stadt, Gemeinde etc.) legt den Beginn und das Ende individuell fest. Oft richten sich die einzelnen Bundesländer dabei nach den im gleichen Zeitraum stattfindenden Schulferien. Dies ist jedoch nicht zwingend. So können notwendige parlamentarische Arbeiten auch den Beginn der Sommerpause, zumindest für die Politiker verzögern oder sie werden früher als geplant aus der Sommerpause zu einer durch besondere Umstände notwendig gewordenen Sitzung zurückgerufen.
Sind von ministerieller Seite von Ausschüssen jährliche Berichte gefordert, so orientieren sich diese häufig ebenfalls an der parlamentarischen Sommerpause. Nicht pausieren dürfen Justiz und das Gerichtswesen, obwohl noch vor nicht allzu langer Zeit Gerichtsferien üblich waren.

## Sommerpause in der Kultur
Oft wird der Begriff Sommerpause auch mit dem Fernsehen in Verbindung gebracht, da im Sommer Fernsehserien, Talkshows und Reality-Shows unterbrochen werden, weil im Sommer weniger ferngesehen wird. Bei unveränderter Ausstrahlung würde dies zu verminderten Werbeeinnahmen führen. In dieser Zeit sind innerhalb des Fernsehprogramms deshalb häufiger Wiederholungen zu sehen. Ein weiterer Grund für die Sommerpause ist, dass Zuschauer insbesondere bei seriell erzählten Fernsehserien, in denen die Folgen aufeinander aufbauen, im Urlaub mit einigen Folgen auch den Anschluss an die Handlung verpassen würden. Zudem ist bei Fernsehserien eine Pause unumgänglich, da auch Besetzung und Stab in dieser Zeit Urlaub haben. Aufgrund der geringen Konkurrenz, die in den Sommermonaten im US-Fernsehen herrscht, werden mittlerweile einige Serien, sogenannte Sommerserien, auch absichtlich in diese Zeit gelegt.
Ebenfalls Sommerpause gibt es in der Spielzeit von Opernhäusern und Theatern der größeren Städte. Hier wird die spielfreie Zeit genutzt, um Neuinszenierungen vorzubereiten. Aber auch hier sind die Angestellten gehalten, ihren Jahresurlaub in dieser Zeit zu planen. Meistens ist die Dauer dieser Sommerpause in der Länge etwa gleich der der Sommerferien.

## Sommerpause/Winterpause in Sport und Gewerbe

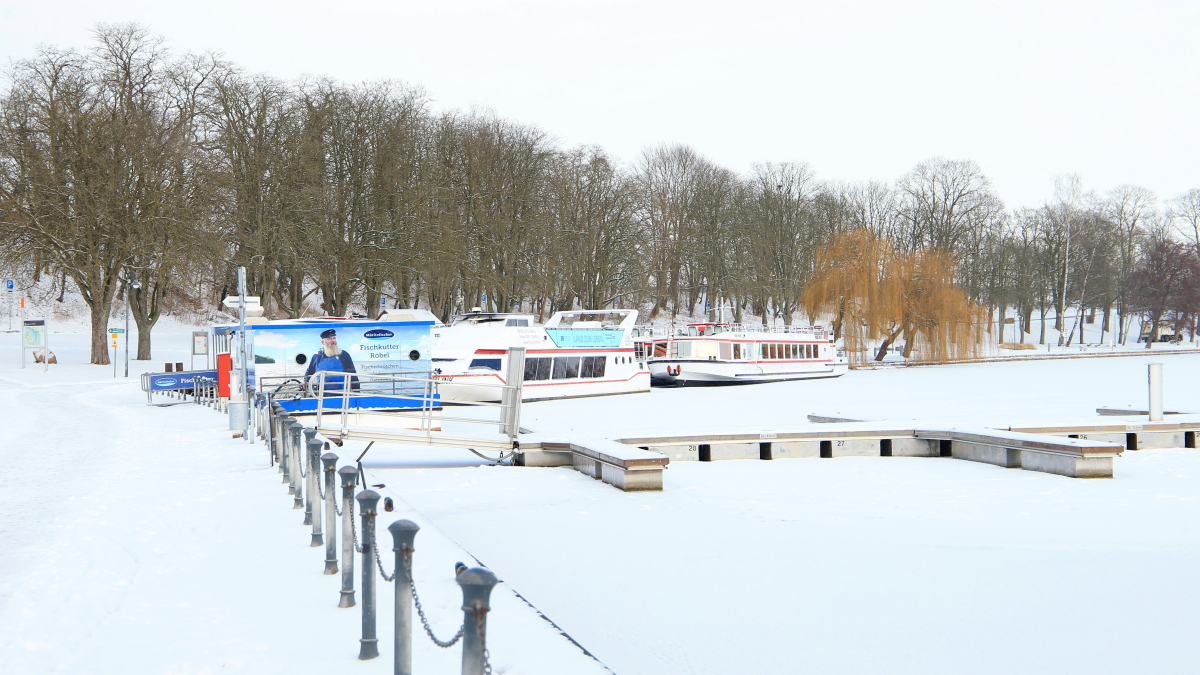
Winterpause der Müritz-Schifffahrt in Röbel

Auch im Sport spricht man häufig von Sommerpause. Der Begriff dient im Eishockey dem Zeitraum zwischen April und September, in dem keine Spiele stattfinden.
 Analog zur Sommerpause existiert auch eine Winterpause. Diese betrifft meist Sportarten, die von schnee- und frostfreien Böden abhängig sind. Dazu zählt der Fußball (seit 1986), der jährlich in den mittel- und nordeuropäischen Ländern eine Pause während der Wintermonate erfährt, auch im Profibereich haben längst nicht alle Fußballplätze eine Rasenheizung; in Zeiten hoher Energiepreise ist ihr Betrieb sehr teuer.
Auch für die Schwimmbadsaison und die Schaustellerei gibt es diese Pause in der kalten Jahreszeit. Manche Schausteller überbrücken sie, indem sie Stände auf Weihnachtsmärkten betreiben.